# Rosso antico

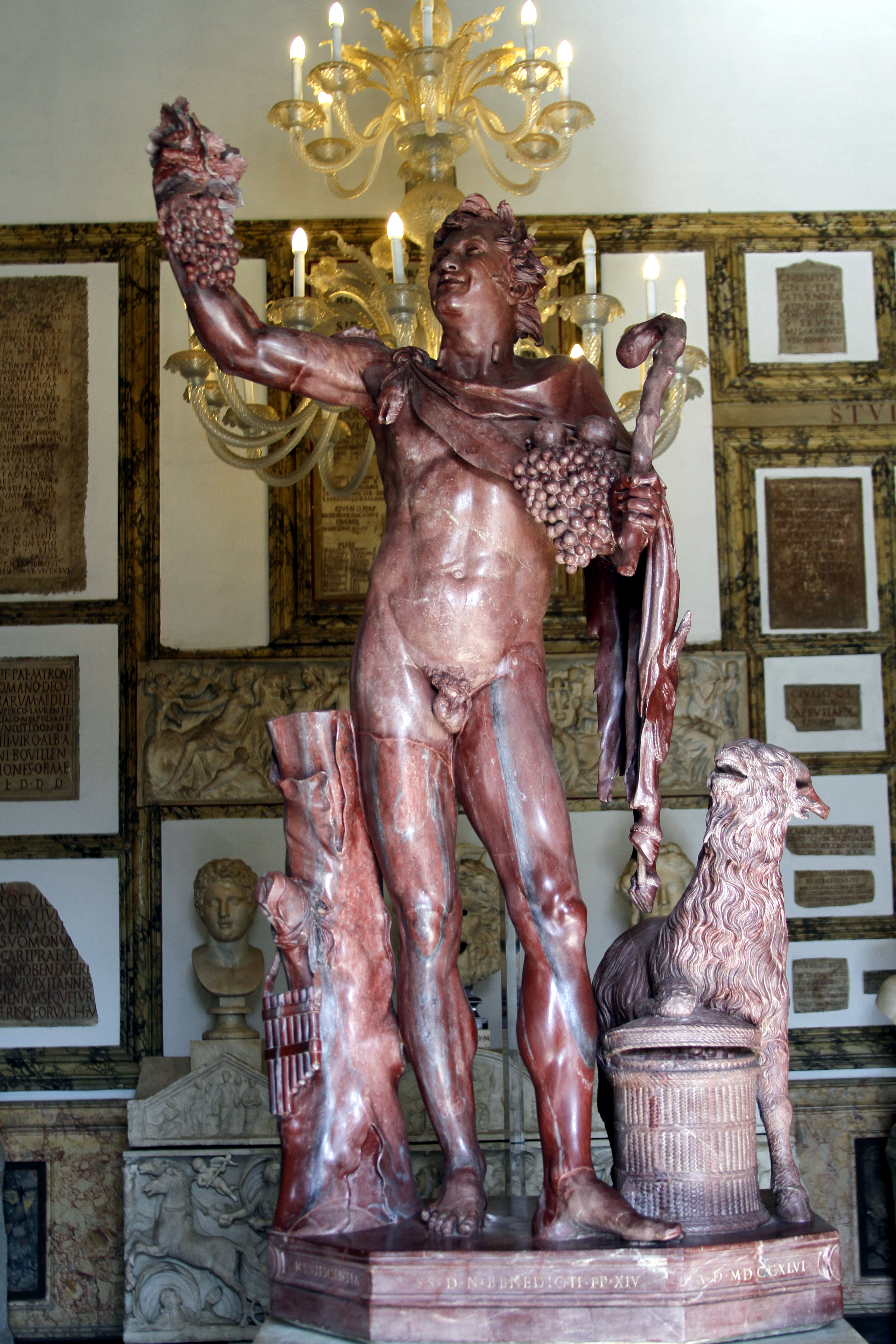
Faun skulpterad i rosso antico.

Rosso antico (röd antik) är en marmortyp som användes av antikens romare. Den hade även till viss del använts under de minoiska och mykenska kulturerna. Rosso antico bröts i Matapan i Peloponnesos. 